# Monosteira
Monosteira is een geslacht van wantsen uit de familie van de Tingidae (Netwantsen). Het geslacht werd voor het eerst wetenschappelijk beschreven door A. Costa in 1862.

## Soorten
Het genus bevat de volgende soorten:

- Monosteira alticarinata Ghauri, 1965
- Monosteira brevicornis Ghauri, 1965
- Monosteira discoidalis (Jakovlev, 1883)
- Monosteira echerleini Wagner, 1974
- Monosteira edeia Drake & Livingstone, 1964
- Monosteira inermis Horváth, 1899
- Monosteira karachiensis Hamid, 1973
- Monosteira lobulifera Reuter, 1888
- Monosteira minutula Montandon, 1897
- Monosteira nigricollis Linnavuori, 1977
- Monosteira remanei Péricart, 1981
- Monosteira ribesi Wagner, 1961
- Monosteira tuberculata Péricart, 1981
- Monosteira unicostata (Mulsant & Rey, 1852)
- Monosteira zizyphora Ghauri, 1965